# Valea lui David
Valea lui David  este un sit de importanță comunitară (SCI) desemnat în scopul protejării biodiversității și menținerii într-o stare de conservare favorabilă a florei spontane și faunei sălbatice, precum și a unor habitate naturale de interes comunitar aflate în arealul zonei protejate. Acesta este situat în nord-estul României, pe teritoriul județului Iași.

## Localizare
Aria naturală se află în partea central-estică a județului Iași, pe teritoriile administrative ale comunelor: Lețcani, Miroslava, Rediu și Valea Lupului. Aceasta este străbătută de drumul județean DJ248D care leagă satul Bogonos de Horlești.

## Înființare
Instituirea regimului de arie naturală protejată pentru situl de importanță comunitară „Valea lui David” s-a făcut prin Ordinul Ministerului Mediului și Dezvoltării Durabile Nr.1964 din 13 decembrie 2007 (privind instituirea regimului de arie naturală protejată a siturilor de importanță comunitară, ca parte integrantă a rețelei ecologice europene Natura 2000 în România). Acesta se întinde pe o suprafață de 1.435 hectare și include rezervația naturală Fânețele seculare Valea lui David (46,36 ha).

## Biodiversitate
Situl dispune de trei clase de habitate comunitare (Pajiști și mlaștini sărăturate panonice și ponto-sarmatice, Stepe ponto-sarmatice și Tufărișuri de foioase ponto-sarmatice); prezentând o arie naturală  cu o diversitate floristică și faunistică ridicată, exprimată atât la nivel de specii cât și la nivel de ecosisteme terestre.
Valea lui David reprezintă o zonă naturală (păduri în tranziție, plantații de arbori, mlaștini, smârcuri, turbării, culturi cerealiere extensive, pajiști ameliorate) încadrată în bioregiunea geografică continentală a Câmpiei Moldovei. Rețeaua hidrografică principală a sitului este alcătuită din valea Roșior și râul Bogonos (afluent al râului Bahlui) și aparține bazinul hidrografic al Prutului.

### Faună și floră
La baza desemnării sitului se află mai multe specii faunistice (mamifere, păsări, reptile, amfibieni, pești, insecte) și floristice (arbori, arbusti, ierburi, flori) enumerate în anexa I-a a Directivei Consiliului European 92/43/CE din 21 mai 1992 (privind conservarea habitatelor naturale și a speciilor de faună și floră sălbatică) sau aflate pe lista roșie a IUCN.
Mamifere: vulpe (Vulpes vulpes), popândău european (Spermophilus citellus), hârciog (Cricetus cricetus), hermină (Mustela erminea), nevăstuică (Mustela nivalis), dihor (Mustela putorius), orbete (Nannospalax leucodon), iepurele de câmp (Lepus europaeus), grivanul cenușiu (Cricetulus migratorius), chițcanul de pădure (Sorex araneus), șoarecele săritor de stepă (Sicista subtilis); 
Păsări: acvilă țipătoare mică (Aquila pomarina), gaia neagră (Milvus migrans), gaia roșie (Milvus milvus), erete de stuf (Circus aeruginosus), erete vânăt (Circus cyaneus), barză albă (Ciconia ciconia), erete alb (Circus macrourus), uligan pescar (Pandion haliaetus), șoim călător (Falco peregrinus), chirighița cu obraz alb (Chlidonias hybrida), vânturel de seară (Falco vespertinus), ciocârlie de câmp (Alauda arvensis), fâsă de câmp (Anthus campestris), cuc (Cuculus canorus), pupăză (Upupa epops), nagâț (Vanellus vanellus), sfrâncioc roșiatic (Lanius collurio), sfrânciocul cu frunte neagră (Lanius minor), ciuf de câmp (Assio flammeus); toate protejate la nivel european prin Directiva CE 147/CE din 30 noiembrie 2009 (privind conservarea păsărilor sălbatice);
Reptile și amfibieni: Vipera ursinii ssp moldavica - o reptilă (endemică pentru țara noastră) cunoscută sub denumirea populară de viperă de fâneață, șarpele de alun (Coronella austriaca), șopârla de câmp (Lacerta agilis), gușterul (Lacerta viridis), brotacul verde de copac (Hyla arborea);   
Nevertebrate (bondari, fluturi, greieri, musculițe): bondarul de arbilă (Bombus argillaceus), bondarul de stepă (Bombus fragrans), călugărița (Mantis religiosa), cosașul de stepă (Saga pedo), fluturele Apolo (Zerynthia polyxena), coada rândunicii (Iphiclides podalirius), greierul împroșcător (Dinarhus desipus), Idiomacromerus phlomidis, Archirileya inopinata, Eridontomerus arrabonicus, Eurytoma sabulosa, Tetramesa cylindrica, Tetramesa scheppigi.

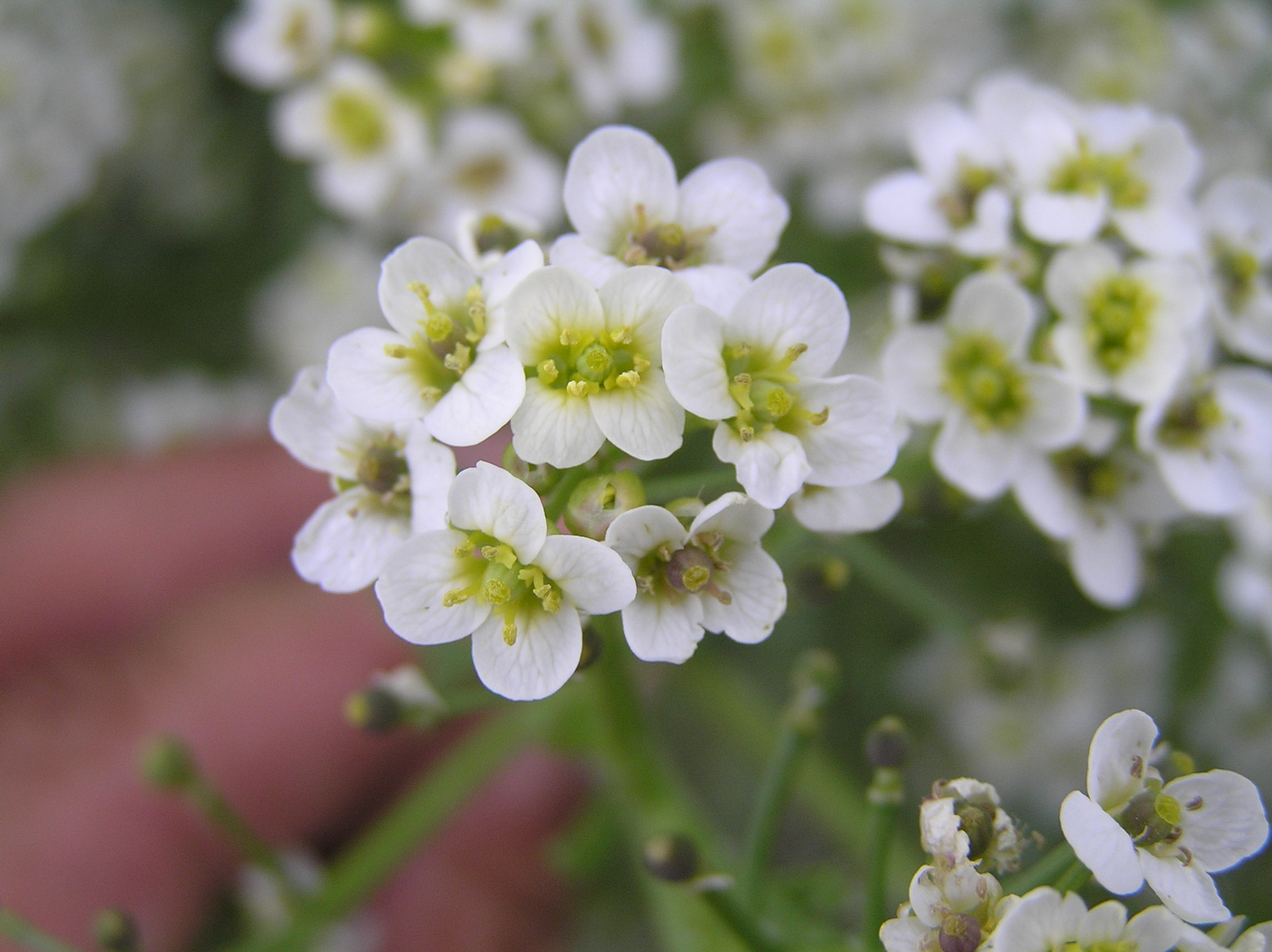
Târtan (Crambe tataria)

Printre speciile de plante care vegetează în arealul sitului se află mai multe rarități floristice (arbusti, ierburi și flori); dintre care unele protejate la nivel european prin aceeași Directivă CE 92/43 din 21 mai 1992.
Flori și ierburi: târtanul (Crambe tataria), capul șarpelui (Echium russicum), sânziana de stepă moldavă (Galium moldavicum), stânjenelul sălbatic de stepă (Iris aphylla ssp. hungarica), sisinei (Pulsatilla grandis), pesmă (Centaurea orientalis), albăstriță (Centaurea rutifolia ssp. jurineifolia), sipică (Cephalaria uralensis), brândușă (Crocus reticulatus), garofiță (Dianthus capitatus), salvie de câmp (Salvia pratensis), zambilă sălbatică (Hyacinthella leucophaea), glodurariță (Leuzea altaica), pătlăgină (Plantago schwarzenbergiana), micsandră (Erysimum officinalis), ceapa ciorii (Gagea villosa), amăreala siberiană (Polygala sibirica), măcriș de stepă (Rumex tuberosus), gălbinare (Serratula radiata), iarba „Sfintei Mării” (Hierochloë repens), sfeclă sălbatică (Beta trigyna), buruiana vântului (Seseli campestre), rogoz (Carex secalina). 
Flora lemnoasă are în componență arbusti cu specii de migdal pitic (Amygdalus nana) și prunus (Prunus tenella).

## Căi de acces
- Drumul național DN28 pe ruta Iași - Valea Lupului - drumul județean DJ248D în direcția Bogonos - Horlești.

## Monumente și atracții turistice
În vecinătatea sitului se află câteva obiective de interes istoric, cultural și turistic (lăcașuri de cult, monumente de arhitectură, situri arheologice, arii naturale protejate); astfel:

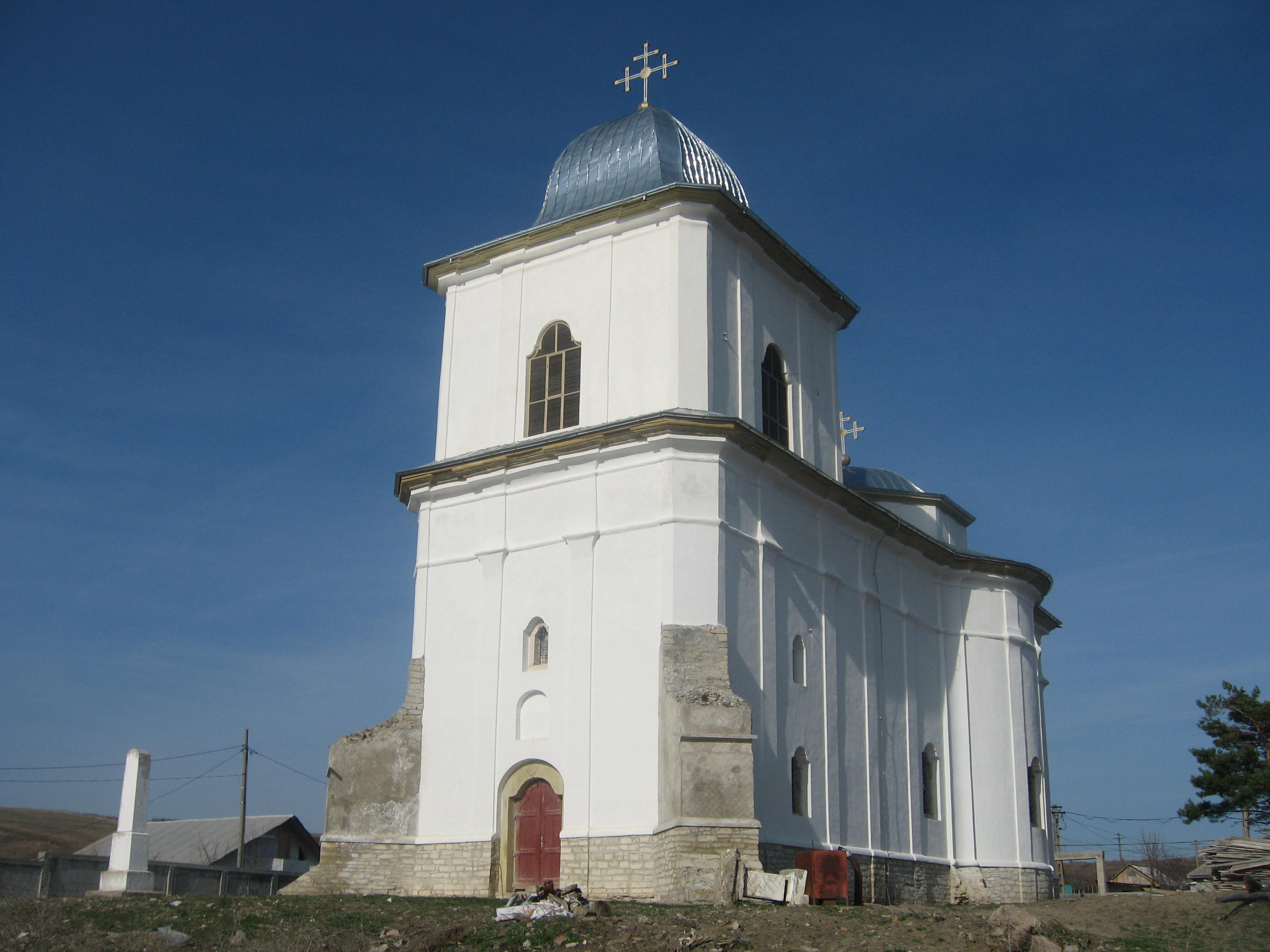
Biserica „Schimbarea la Față” din Cucuteni

- Biserica „Schimbarea la Față” din Cucuteni, construcție secolul al XVIII-lea, monument istoric.
- Biserica rotundă „Sf. Dimitrie, izvorâtorul de mir” din Lețcani construită la începutul secolului al XIX-lea, monument istoric.
- Biserica „Sf. Împărați” din satul Lețcani, construcție 1802, monument istoric.
- Biserica „Sf. Spiridon” din Cogeasca înălțată secolul al XVIII-lea, monument istoric.
- Biserica „Nașterea Sf. Ioan Botezătorul” din Cogeasca ridicată în anul 1802, monument istoric
- Biserica de lemn „ Sfântul Nicolae” din Ciurbești, construcție 1806, monument istoric.
- Biserica de lemn „Sfântul Gheorghe” din Vorovești, construcție 1768, monument istoric.
- Biserica "Nașterea Maicii Domnului" din Miroslava construită la începutul secolului al XIX-lea, monument istoric.
- Palatul Sturdza de la Miroslava construit în secolul al XIX-lea, monument istoric.
- Casa memorială Dimitrie Anghel de la Cornești construită în anul 1840, monument istoric.
- Situl arheologic de la Breazu (așezare atribuită eneoliticul final - cultura Horodiștea)
- Rezervația naturală Pădurea Uricani (68 ha).